# 2022 w literaturze
Wydarzenia literackie w 2022 roku.

## Wydarzenia
- Rok 2022 rokiem Marii Konopnickiej, Józefa Mackiewicza, Józefa Wybickiego oraz Romantyzmu Polskiego[1]

## Proza beletrystyczna i literatura faktu

### Język polski
- Dagmara Andryka:
  - As (Prószyński Media)[2]
  - Dama (Prószyński Media)[3]
  - Król (Prószyński Media)[4]
- Robert F. Barkowski:
  - Odsiecz (cykl: Powieść historyczna z czasów piastowskich, tom 2) (Wydawnictwo Novae Res)[5]
  - Opowieści połabskie (Wydawnictwo Novae Res)[6]
- Łukasz Barys – Jeśli przecięto cię na pół (Wydawnictwo Cyranka)[7]
- Joanna Bator – Ucieczka niedźwiedzicy (Społeczny Instytut Wydawniczy „Znak”)[8]
- Bartek Biedrzycki – Pod niebem obojętnego bawołu (Gniazdo Światów)[9][10]
- Andrzej Bieńkowski – Trzymałem węża w garści: śladami muzykantów (Prószyński i S-ka)[11]
- Wiktoria Bieżuńska – Przechodząc przez próg, zagwiżdżę (Wydawnictwo Cyranka)[12]
- Anna Bikont – Cena. W poszukiwaniu żydowskich dzieci po wojnie (Wydawnictwo Czarne)[13]
- Wojciech Chmielarz, Jakub Ćwiek – Niech to usłyszą (Wydawnictwo W.A.B.)[14]
- Sylwia Chutnik – Tyłem do kierunku jazdy (Znak Literanova)[15]
- Patrycja Dołowy – Skarby. Poszukiwacze i strażnicy żydowskiej pamięci (Wydawnictwo Czarne)[16]
- Krzysztof Domaradzki – Przełęcz (Wydawnictwo Literackie)[17]
- Natalia Fiedorczuk – Porodzina (Słowne)[18]
- Anna Goc – Głusza (Dowody na istnienie)[19]
- Mateusz Górniak – Trash story (Wydawnictwo Ha!art)[20]
- Olga Górska – Nie wszyscy pójdziemy do raju (Wydawnictwo Drzazgi)[21]
- Urszula Honek – Białe noce (Wydawnictwo Czarne)[22]
- Sabina Jakubowska – Akuszerki (Grupa Wydawnicza Relacja)[23]
- Anna Kańtoch – Jesień zapomnianych (Wydawnictwo Marginesy)[24]
- Paweł Kozioł – Wariant La Plata (KIT Stowarzyszenie Żywych Poetów)[25]
- Jarosław Kurski – Dziady i dybuki. Opowieść dygresyjna (Wydawnictwo Agora)[26]
- Aleksandra Majdzińska – Szalom bonjour Odessa (Marpress)[27]
- Tomasz Szymon Markiewka – Nic się nie działo. Historia życia mojej babki (Wydawnictwo Czarne)[28]
- Marcin Meller – Czerwona ziemia (Wydawnictwo W.A.B.)[29]
- Andrzej Muszyński – Dom ojców (Wydawnictwo Czarne)[30]
- Małgorzata Niezabitowska – Światłość i mrok (Wydawnictwo Znak)[31]
- Jakub Nowak – To przez ten wiatr (Powergraph)[32]
- Sebastian Nowak – Powszednia historia (Wydawnictwo W.A.B.)[33]
- Łukasz Orbitowski – Chodź ze mną (Świat Książki)[34]
- Magdalena Piekorz – Diagnoza (Wydawnictwo Austeria)[35]
- Patryk Pufelski – Pawilon małych ssaków (Wydawnictwo Karakter)[36]
- Radek Rak – Agla. Alef (Powergraph)[37]
- Zyta Rudzka – Ten się śmieje, kto ma zęby (Wydawnictwo W.A.B.)[38]
- Barbara Sadurska – Czarny hetman (Wydawnictwo Nisza)[39]
- Jakub Sieczko – Pogo (Dowody na istnienie)[40]
- Maciej Siembieda:
  - Katharsis (Agora)[41]
  - Kołysanka (Agora)[42]
- Piotr Siemion – Bella, ciao (Wydawnictwo Filtry)[43]
- Juliusz Strachota – Buddaland (Wydałem)[44]
- Katarzyna Szaulińska – Czarna ręka, zsiadłe mleko (Wydawnictwo Filtry)[45]
- Ziemowit Szczerek – Wymyślone miasto Lwów (Wydawnictwo Czarne)[46]
- Wit Szostak – Szczelinami (Powergraph)[47]
- Olga Tokarczuk – Empuzjon (Wydawnictwo Literackie)[48]
- Szczepan Twardoch – Chołod (Wydawnictwo Literackie)[49]
- Ilona Wiśniewska – Migot. Z krańca Grenlandii (Wydawnictwo Czarne)[50]
- Rafał Wojasiński – Tefil (Wydawnictwo Nisza)[51]
- Małgorzata Żarów – Zaklinanie węży w gorące wieczory (Wydawnictwo Czarne)[52]

### Tłumaczenia
- Djaili Amadou Amal – Niecierpliwe, przeł. Joanna Kluza (Wydawnictwo Nowe)[53]
- John Ashbery, James Schuyler – Gniazdko dudków (A Nest of Ninnies), przeł. Andrzej Sosnowski, Tadeusz Pióro (Państwowy Instytut Wydawniczy)[54]
- Stanisław Asiejew – Świetlana droga, przeł. Marcin Gaczkowski (Wydawnictwo KEW)[55]
- Bae Suah – Przemilczana noc i dzień, przeł. Karolina Ignaczak (Kwiaty orientu)[56]
- Andrés Barba(inne języki) – Życie Guastavina i Guastavina (Vida de Guastavino y Guastavino), przeł. Katarzyna Okrasko (Wydawnictwo Filtry)[57]
- Isaac Bashevis Singer – Ruda Kejla (Jarme un Kejle), przeł. Krzysztof Modelski (Fame Art)[58]
- Bérengère Cournut(inne języki) – Z kamienia i kości, przeł. Hanna Igalson-Tygielska (Biuro Literackie)[59]
- Kay Dick – Oni (They), przeł. Dorota Konowrocka-Sawa (ArtRage)[60]
- Tamara Duda – Córeczka, przeł. Marcin Gaczkowski (Kolegium Europy Wschodniej)[61]
- Deborah Eisenberg(inne języki) – Twoja kaczka jest moją kaczką, przeł. Krzysztof Majer, Kaja Gucio (Wydawnictwo Cyranka)[62]
- Akwaeke Emezi(inne języki) – Śmierć Viveka Ojiego (The Death of Vivek Oji), przeł. Rafał Lisowski (Wydawnictwo Filtry)[63]
- Annie Ernaux:
  - Bliscy, przeł. (Wydawnictwo Czarne)[64]
  - Lata (Les Années), przeł. Magdalena Budzińska i Krzysztof Jarosz (Wydawnictwo Czarne)[65]
- Kristian Bang Foss – Śmierć jeździ audi (Døden kører Audi), przeł. Agata Lubowicka (Marpress)[66]
- Damon Galgut – Obietnica (Promise), przeł. Dariusz Żukowski (Wydawnictwo Czarne)[67]
- Lauren Groff – Wyspa kobiet (Matrix), przeł. Jerzy Kozłowski (Wydawnictwo Pauza)[68]
- Abdulrazak Gurnah – Powróceni (Afterlives), przeł. Krzysztof Majer (Wydawnictwo Poznańskie)[69]
- Alois Hotschnig(inne języki) – Na siedząco lepiej się ucieka, przeł. uczestnicy warsztatów translatorskich (Wydawnictwo Od Do)[70]
- Denis Johnson – Szczodrość syreny (The Largesse of the Sea Maiden), przeł. Krzysztof Majer (Wydawnictwo Karakter)[71]
- Claire Keegan(inne języki) – Drobiazgi takie jak te (Small Things Like These) przeł. Krzysztof Cieślik (Wydawnictwo Czarne)[72]
- Hałyna Kruk – Ktokolwiek, tylko nie ja, przeł. Bohdan Zadura (Biuro Literackie)[73]
- Katarína Kucbelová – Czepiec (Čepiec), przeł. Katarzyna Dudzic-Grabińska (Ha!art)[74]
- Christina Lamb(inne języki) – Nasze ciała, ich pole bitwy. Co wojna robi kobietom (Our Bodies, Their Battlefield: What War Does to Women), przeł. Agnieszka Sobolewska (Znak Literanova)[75]
- Alberto Manguel – Pożegnanie z biblioteką, przeł. Michał Tabaczyński (Wydawnictwo Drzazgi)[76]
- Alena Mornštajnová – Lata ciszy (Tiché roky), przeł. Tomasz Grabiński i Anna Radwan-Żbikowska (Wydawnictwo Amaltea)[77]
- Sarah Moss(inne języki) – Ciche wody (Summerwater), przeł. Paulina Surniak (Wydawnictwo Poznańskie)[78]
- Håkan Nesser – Szachy pod wulkanem (Schack under vulkanen), przeł. Iwona Jędrzejewska (Wydawnictwo Czarna Owca)[79]
- Eszkol Newo – Ostatni wywiad, przeł. Anna Halbersztat (Wydawnictwo Pauza)[80]
- Yōko Ogawa – Podziemie pamięci (Hisoyaka na kesshō), przeł. Anna Karpiuk (Tajfuny)[81]
- Deniz Ohde(inne języki) – W sztucznym świetle (Streulicht), przeł. Zofia Sucharska (Marpress)[82]
- Sofi Oksanen – Psi park (Koirapuisto), przeł. Katarzyna Aniszewska (Znak literanova)[83]
- Yasmina Reza – Serge (Serge), przeł. Joanna Kluza (Wydawnictwo Sonia Draga)[84]
- Sally Rooney – Gdzie jesteś, piękny świecie (Beautiful World, Where Are You), przeł. Jerzy Kozłowski (Wydawnictwo W.A.B.)[85]
- Mohamed Mbougar Sarr:
  - Bractwo (Terre ceinte), przeł. Jacek Giszczak (Artrage)[86]
  - Najskrytsza pamięć ludzi (La plus secrète mémoire des hommes), przeł. Jacek Giszczak (Wydawnictwo Cyranka)[87]
- Judith Schalansky – Spis paru strat, przeł. Kamil Idzikowski (Ha!art)[88]
- Éric-Emmanuel Schmitt – Raje utracone, przeł. Łukasz Müller (Znak literanova)[89]
- Luis Sepúlveda – Historia białego wieloryba (La historia de una ballena blanca), przeł. Joanna Branicka (Wydawnictwo Literackie)[90]
- Izrael Jehoszua Singer – Towarzysz Nachman (Chawer Nachman), przeł. Krzysztof Modelski (wydawnictwo Fame Art)
- Saša Stanišić – Skąd (Herkunft), przeł. Małgorzata Gralińska (Książkowe Klimaty)[91]
- Natalia Śniadanko – Porządne papiery arcyksięcia Wilhelma (Охайні прописи ерцгерцога Вільгельма), przeł. Bohdan Zadura (Państwowy Instytut Wydawniczy)[92]
- Éric Vuillard(inne języki) – Porządek dnia (L'ordre du jour), przeł. Katarzyna Marczewska (Wydawnictwo Literackie)[93]
- David Foster Wallace – Niewyczerpany żart (Infinite Jest), przeł. Jolanta Kozak (Wydawnictwo W.A.B.)[94]
- Nina Wähä – Testament (Testamente), przeł. Justyna Czechowska (Wydawnictwo Poznańskie)[95]
- Bryan Washington(inne języki) – Upamiętnienie (Memorial), przeł. Maciej Świerkocki (Wydawnictwo Cyranka)[96]
- Irvin Yalom, Marilyn Yalom – Sprawa śmierci i życia (A Matter of Death and Life), przeł. Tomasz Wyżyński (Wydawnictwo Czarna Owca)[97]
- Charles Yu(inne języki) – Ucieczka z Chinatown (Interior Chinatown), przeł. Aga Zano (Artrage)[98]

## Eseje, szkice i felietony

### Język polski
- Leszek Bugajski – Opowieści o powieści (Państwowy Instytut Wydawniczy)[99]
- Andrzej Franaszek – Gwiazda Piołun (Wydawnictwo Znak)[100]
- Krzysztof Siwczyk – Sygnał w zenicie (Wydawnictwo Austeria)[101]
- Krzysztof Umiński – Trzy tłumaczki (Wydawnictwo Marginesy)[102]
- Marcin Wicha – Nic drobniej nie będzie (Wydawnictwo Karakter)[103]

### Tłumaczenia
- Carol J. Adams – Polityka seksualna mięsa. Feministyczno-wegetariańska teoria krytyczna (The Sexual Politics of Meat. A Feminist-Vegetarian Critical Theory), przeł. Michał Stefański (Oficyna 21)[104]
- Isabel Allende – Kobiety mojej duszy (Mujeres del alma mia), przeł. Grzegorz Ostrowski (Wydawnictwo Marginesy)[105]
- Angela Davis – Kobiety, rasa, klasa (Women, Race and Class), przeł. Dariusz Łukowski (Wydawnictwo Karakter)[106]
- Elena Ferrante – Przygodne rozważania (L'invenzione occasionale), przeł. Lucyna Rodziewicz-Doktór (Wydawnictwo Sonia Draga)[107]
- Roxane Gay – Zła feministka (Bad Feminist), przeł. Anna Dzierzgowska (Wydawnictwo Cyranka)[108]
- bell hooks – Gotowi na zmianę. O mężczyznach, męskości i miłości (The will to change: men, masculinity and love), przeł. Magdalena Kunz (Wydawnictwo Krytyki Politycznej)[109]
- Eimear McBride – Coś nie tak. Kobiecość i wstręt (Something Out of Place: Women and Disgust), przeł. Aga Zano (Wydawnictwo Pauza)[110]
- George Saunders – Kąpiel w stawie podczas deszczu (A Swim in a Pond in the Rain), przeł. Krzysztof Umiński (Znak)[111]
- Rebecca Solnit – Wspomnienia z nieistnienia (Recollections of My Nonexistence), przeł. Agnieszka Pokojska (Wydawnictwo Karakter)[112]
- Oksana Zabużko – Planeta Piołun, przeł. Katarzyna Kotyńska, Anna Łazar (Wydawnictwo Agora)[113]

## Poezja

### Język polski
- Wojciech Bonowicz – Wielkie rzeczy (Wydawnictwo a5)[114]
- Tomasz Jamroziński – Całkiem udane liturgie (Instytut Mikołowski)[115]
- Kamila Janiak – miłość (Wojewódzka Biblioteka Publiczna i Centrum Animacji Kultury w Poznaniu)[116]
- Marta Klubowicz – Jestem i patrzę (Wydawnictwo Austeria)[117]
- Dariusz Kostecki – Z ciszy (Wydawnictwo Austeria)[118]
- Urszula Kozioł – Momenty (Wydawnictwo Literackie)[119]
- Natalia Malek – Obręcze (Wojewódzka Biblioteka Publiczna i Centrum Animacji Kultury w Poznaniu)[120]
- Anna Piwkowska – Furtianie (Społeczny Instytut Wydawniczy „Znak”)[121]
- Jakub Pszoniak – lorem ipsum (Biuro Literackie)[122]
- Alicja Rosé – morze nocą jest mięśniem serca (Państwowy Instytut Wydawniczy)[123]
- Tomasz Różycki – Ręka pszczelarza (Wydawnictwo Znak)[124]
- Jan Sochoń – Nie pocieszaj się, tylko płacz (Państwowy Instytut Wydawniczy)[125]
- Piotr Sommer – Lata praktyki (Wojewódzka Biblioteka Publiczna i Centrum Animacji Kultury w Poznaniu)[126]
- Adam Wiedemann – Odżywki i suplementy (Państwowy Instytut Wydawniczy)[127]

### Tłumaczenia
- Anne Carson – Autobiografia czerwonego (Autobiography of Red), przeł. (Wydawnictwo Ossolineum)[128]
- Milan Jesih – Niemal, przeł. Katarina Šalamun-Biedrzycka (Państwowy Instytut Wydawniczy)[129]
- Claudiu Komartin – kobalt, przeł. Jakub Kornhauser (Biuro Literackie)[130]
- Nicanor Parra – Kaftan bezpieczeństwa (La camisa de fuerza), przeł. Aleksander Trojanowski (Wydawnictwo Ossolineum)[131]
- Ostap Sływynski – Adam, przeł. Bohdan Zadura (Wojewódzka Biblioteka Publiczna i Centrum Animacji Kultury w Poznaniu)[132]
- Štefan Strážay – Nasza apokalipsa jest podobna do nas, przeł. Zbigniew Machej (Państwowy Instytut Wydawniczy)[133]

### Inne języki
- Isabel Sabogal – Todo está hecho a la medida de ti misma (Wszystko na twoją miarę jest zrobione). Język hiszpański.

## Dramaty

### Język polski
- Dorota Masłowska – Bowie w Warszawie (Wydawnictwo Literackie)[134]
- Ishbel Szatrawska – Żywot i śmierć pana Hersha Libkina z Sacramento w stanie Kalifornia (Wydawnictwo Cyranka)[135]
- Szczepan Twardoch – Byk (Wydawnictwo Literackie)[136]

## Prace naukowe i biografie

### Język polski
- Dominique Bona – Gala. Niebezpieczna muza (Noir sur Blanc)[137]
- Hubert Czyżewski – Kołakowski i poszukiwanie pewności (Wydawnictwo Znak)[138]
- Karolina Dzimira-Zarzycka – Samotnica. Dwa życia Marii Dulębianki (Wydawnictwo Marginesy)[139]
- Katarzyna Jasiołek – Hanna Lachert. Wygoda ważniejsza niż piękno (Wydawnictwo Marginesy)[140]

- Katarzyna Kubisiowska – Vetulani. Piękny umysł, dzikie serce (Znak Horyzont)[141]
- Anna Musiałówna – Z drugiej strony szkła. Autoportret fotoreporterki (Spółdzielnia Wydawnicza „Czytelnik”)[142]

## Zmarli
- 1 stycznia – Gergely Homonnay(inne języki), węgierski pisarz i dziennikarz (ur. 1969)
- 2 stycznia – Mirosław Kowalski, polski dziennikarz i wydawca (ur. 1954)
- 2 stycznia – Gianni Celati(inne języki), włoski pisarz, tłumacz i krytyk literacki (ur. 1937)
- 10 stycznia – Herbert Achternbusch, niemiecki pisarz (ur. 1938)
- 11 stycznia – Guy Sajer, francuski pisarz (ur. 1927)
- 16 stycznia – Henryk Szylkin, polski poeta (ur. 1928)
- 21 stycznia – Anatolij Najman, rosyjski poeta, tłumacz, eseista, prozaik (ur. 1936)
- 22 stycznia – Thích Nhất Hạnh, wietnamski mnich buddyjski, mistrz zen, autor książek, poeta (ur. 1926)
- 23 stycznia – Jacek Trznadel, polski pisarz, poeta, tłumacz, krytyk literacki i publicysta (ur. 1930)
- 25 stycznia – Władimir Gubariew, radziecki pisarz i dziennikarz (ur. 1938)
- 27 stycznia:
  - Nedjeljko Mihanović, chorwacki pisarz, literaturoznawca (ur. 1930)
  - René de Obaldia, francuski pisarz i dramaturg (ur. 1918)
- 1 lutego – Shintarō Ishihara, japoński pisarz i polityk (ur. 1932)
- 3 lutego:
  - Maria Nurowska, polska pisarka (ur. 1944)
  - Jarosław Marek Rymkiewicz, polski poeta, eseista, dramaturg (ur. 1935)
- 5 lutego
  - Äbdyżämyl Nurpejysow, kazachski pisarz i tłumacz (ur. 1924)
  - Józef Zięba, polski poeta i prozaik (ur. 1932)
- 7 lutego:
  - Yi Lijun, chińska tłumaczka i badaczka literatury polskiej (ur. 1934)
  - Ivan Hudec, słowacki polityk, pisarz i dramaturg (ur. 1947)
- 10 lutego – Stanisław Maria Jankowski, polski publicysta, dziennikarz i pisarz (1945)
- 13 lutego – Wiesława Maciejak, polska pisarka (ur. 1942)
- 14 lutego – Daniel Passent, polski dziennikarz, publicysta, pisarz (ur. 1938)
- 18 lutego – Bardhyl Londo, albański pisarz i poeta (ur. 1948)
- 19 lutego – Jan Pieńkowski, polsko-brytyjski ilustrator i autor książek i komiksów dla dzieci (ur. 1936)
- 20 lutego
  - Leo Bersani, teoretyk literatury i profesor literatury francuskiej (ur. 1931)
  - Jerzy Szperkowicz, polski dziennikarz i reporter (ur. 1933)
- 22 lutego – Iwan Dziuba, ukraiński pisarz, redaktor (ur. 1931)
- 24 lutego – Luan Starova, albański pisarz (ur. 1941)
- 9 marca – Inge Deutschkron, żydowska dziennikarka i pisarka (ur. 1922)
- 17 marca – Barbara Bandurka, polska artystka, konserwatorka, poetka (ur. 1948)
- 21 marca – Iosif Aleszkowski, radziecki pisarz, dysydent (ur. 1929)
- 27 marca – Aleksander Barszczewski, polski oraz białoruski pisarz i poeta (ur. 1930)
- 29 marca – Zigmunds Skujiņš, łotewski pisarz (ur. 1926)
- 1 kwietnia – Stanisław Nyczaj, polski poeta, satyryk, krytyk literacki (ur. 1943)
- 2 kwietnia – Janusz Styczeń, polski poeta, dramatopisarz i prozaik (ur. 1939)
- 3 kwietnia:
  - Lygia Fagundes Telles, brazylijska pisarka (ur. 1923)
  - Gerda Weissmann-Klein, amerykańska działaczka społeczna, pisarka i mówczyni żydowskiego pochodzenia (ur. 1924)
- 6 kwietnia – David McKee, brytyjski pisarz i ilustrator, twórca literatury dziecięcej (ur. 1935)
- 9 kwietnia – Jack Higgins, brytyjski pisarz, autor powieści sensacyjno-przygodowych (ur. 1929)
- 18 kwietnia – Valerio Evangelisti, włoski pisarz fantastyczny (ur. 1952)
- 5 maja – Siergiej Diaczenko, ukraiński pisarz, scenarzysta i redaktor (ur. 1945)
- 6 maja – Patricia A. McKillip, amerykańska pisarka fantasy (ur. 1948)
- 9 maja – Ludwik Lewin, polski dziennikarz i poeta pochodzenia żydowskiego (ur. 1944)
- 11 maja
  - Maryna Miklaszewska, polska bohemistka, dziennikarka, pisarka (ur. 1947)
  - Jeroen Brouwers, holenderski pisarz (ur. 1940)
- 20 maja – Mirosław Gołuński, polski literaturoznawca (ur. 1973)
- 21 maja – Rosemary Radford Ruether, amerykańska pisarka, teolożka feministyczna i feministka (ur. 1936)
- 22 maja – Hakim Bey, amerykański pisarz, historyk kultury, krytyk społeczny, tłumacz i poeta (ur. 1945)
- 23 maja – Maja Lidia Kossakowska, polska pisarka fantastyki (ur. 1972)
- 28 maja – Walter Abish, amerykański pisarz, autor eksperymentalnych powieści i opowiadań (ur. 1931)
- 30 maja:
  - Friedrich Christian Delius, niemiecki pisarz (ur. 1943)
  - Boris Pahor, słoweński pisarz (ur. 1913)
- 3 czerwca – Ann Turner Cook, amerykańska nauczycielka i pisarka (ur. 1926)
- 4 czerwca – György Moldova, węgierski pisarz (ur. 1934)
- 6 czerwca – Leszek Żuliński, polski krytyk literacki, poeta, publicysta, felietonista (ur. 1949)
- 15 czerwca – Jan Slaski, polski historyk literatury polskiej (ur. 1934)
- 21 czerwca – Patrizia Cavalli, włoska poetka (ur. 1947)
- 27 czerwca – Mats Traat, estoński pisarz, scenarzysta, dramaturg i tłumacz (ur. 1936)
- 10 lipca – Ənvər Çingizoğlu, azerski pisarz, dziennikarz i historyk (ur. 1962)
- 14 lipca – Eugenio Scalfari, włoski dziennikarz, pisarz i polityk (ur. 1924)
- 16 lipca:
  - Herbert W. Franke, austriacki naukowiec i pisarz, autor fantastyki naukowej (ur. 1927)
  - Wira Wowk, ukraińska poetka, historyk literatury, literaturoznawca, tłumaczka, przedstawicielka Grupy Nowojorskiej (ur. 1926)
- 17 lipca – Eric Flint, amerykański pisarz science-fiction (ur. 1947)
- 24 lipca:
  - Janina Altman, polsko-żydowska autorka, izraelska pisarka i chemiczka (ur. 1931)
  - Lotte Ingrisch, austriacka pisarka i dramaturg (ur. 1930)
- 25 lipca:
  - Uri Orlew, izraelski prozaik, autor książek dla dzieci i tłumacz polsko-żydowskiego pochodzenia (ur. 1931)
  - Marit Paulsen, szwedzka pisarka, dziennikarka i polityk pochodzenia norweskiego (ur. 1939)
- 26 lipca – Inger Alfvén, szwedzka pisarka (ur. 1940)
- 1 sierpnia – Teresa Ferenc, polska poetka (ur. 1934)
- 7 sierpnia:
  - Eike Christian Hirsch, niemiecki dziennikarz, pisarz (ur. 1937)
  - David McCullough, amerykański pisarz i historyk, dwukrotny zdobywca Nagrody Pulitzera (ur. 1933)
- 8 sierpnia – Zofia Posmysz, polska pisarka i scenarzystka (ur. 1923)
- 9 sierpnia – Nicholas Evans, angielski prozaik i scenarzysta (ur. 1950)
- 11 sierpnia
  - Kaplan Burović, jugosłowiańsko-albański prozaik i poeta (ur. 1934)
  - Jean-Jacques Sempé, francuski rysownik, ilustrator (ur. 1932)
- 13 sierpnia
  - Ekaterina Josifowa, bułgarska poetka (ur. 1941)
  - Alina Kowalczykowa, polska historyczka literatury (ur. 1936)
- 16 sierpnia
  - Joseph Delaney, brytyjski pedagog i autor książek z gatunku science fiction i fantasy (ur. 1945)
  - Hans Peterson, szwedzki pisarz, autor książek dla dzieci (ur. 1922)
- 20 sierpnia – Civan Canova, turecki aktor, reżyser teatralny i dramatopisarz (ur. 1955)
- 23 sierpnia – Irena Morawska, polska dziennikarka, reporterka, scenarzystka filmowa (ur. 1954)
- 25 sierpnia – Nasho Jorgaqi, albański pisarz i scenarzysta filmowy (ur. 1931)
- 1 września – Barbara Ehrenreich, amerykańska dziennikarka, pisarka i aktywistka polityczna (ur. 1941)
- 5 września – Mariella Mehr, szwajcarska pisarka, poetka, dziennikarka (ur. 1947)
- 6 września – Peter Straub, amerykański pisarz (ur. 1943)
- 11 września – Javier Marías, hiszpański pisarz (ur. 1951)
- 18 września – Kjell Espmark, szwedzki pisarz, historyk literatury (ur. 1930)
- 19 września – Alicja Wołodźko-Butkiewicz, polska tłumaczka literatury rosyjskiej (ur. 1940)
- 20 września – Wojciech Banach, polski poeta, inżynier elektryk oraz kolekcjoner (ur. 1953)
- 22 września – Hilary Mantel, brytyjska pisarka (ur. 1952)
- 1 października – Ryszard Latko, polski pisarz, poeta i scenarzysta (ur. 1941)
- 3 października – Charles Fuller, amerykański dramaturg (ur. 1939)
- 4 października – Peter Robinson, angielski pisarz, twórca postaci Alana Banksa (ur. 1950)
- 5 października – Wolfgang Kohlhaase, niemiecki pisarz i scenarzysta (ur. 1931)
- 12 października – Czesław Kuriata, polski poeta i prozaik (ur. 1938)
- 13 października – Feliks W. Kres, polski pisarz fantastyki (ur. 1966)
- 20 października
  - Jacques Brault, kanadyjski poeta i pisarz (ur. 1933)
  - Anton Donczew, bułgarski powieściopisarz (ur. 1930)
- 22 października – Leszek Engelking, polski literaturoznawca, poeta, nowelista, tłumacz i krytyk literacki (ur. 1955)
- 26 października – Julie Powell, amerykańska pisarka (ur. 1973)
- 29 października:
  - Hugo Camps, belgijski dziennikarz, publicysta i pisarz (ur. 1943)
  - Jerzy S. Łątka, polski pisarz, etnolog, orientalista, dziennikarz (ur. 1944)
- 2 listopada – Anna Ćwiakowska, polska pisarka i tłumaczka (ur. 1925)
- 7 listopada – Michaił Tyczyna, białoruski pisarz, poeta, krytyk i literaturoznawca (ur. 1943)
- 10 listopada – Elżbieta Morawiec, polska publicystka, tłumaczka, krytyk literacki (ur. 1940)
- 13 listopada – Jerzy Kronhold, polski poeta i działacz kultury (ur. 1946)
- 14 listopada – Jan Czykwin, białoruski i polski poeta, historyk literatury, tłumacz (ur. 1940)
- 18 listopada – Kazimierz Biculewicz, polski poeta (ur. 1948)
- 19 listopada – Greg Bear, amerykański pisarz s-f (ur. 1951)
- 24 listopada:
  - Christian Bobin, francuski pisarz i poeta (ur. 1951)
  - Hans Magnus Enzensberger, niemiecki pisarz, poeta, tłumacz i redaktor (ur. 1929)
- 4 grudnia – Dominique Lapierre, francuski pisarz i działacz społeczny (ur. 1931)
- 7 grudnia
  - Ákos Kertész, węgierski pisarz, dramaturg i scenarzysta (ur. 1932)
  - Jan Nowicki, polski aktor, poeta i pisarz (ur. 1939)
- 8 grudnia – Aldona Gustas, niemiecka pisarka (ur. 1932)
- 12 grudnia – Remy Sylado, indonezyjski pisarz (ur. 1945)
- 15 grudnia – Håkan Lindquist, szwedzki pisarz (ur. 1958)
- 16 grudnia:
  - Robert Adamson, australijski poeta i publicysta (ur. 1943)
  - Antonín Bajaja, czeski pisarz (ur. 1942)
- 19 grudnia – Katarzyna Huzar-Czub, polska pisarka, tłumaczka i redaktorka książek dla dzieci (ur. ok. 1977)
- 20 grudnia – Kira Gałczyńska, polska dziennikarka i pisarka (ur. 1936)
- 21 grudnia – Alberto Asor Rosa, włoski krytyk literacki, pisarz, polityk oraz wykładowca akademicki (ur. 1933)
- 27 grudnia – László Kemenes Géfin, węgierski pisarz i poeta (ur. 1937)
- 28 grudnia – Cesare Cavalleri, włoski dziennikarz i pisarz, krytyk literacki, wydawca (ur. 1936)
- Wołodymyr Wakułenko, ukraiński pisarz i poeta (ur. 1972)

## Nagrody
- Astrid Lindgren-priset – Mårten Melin
- Europejski Poeta Wolności – Marianna Kijanowska za tomik Babi Jar. Na głosy (przeł. Adam Pomorski) i Luljeta Lleshanaku, za tomik Woda i węgiel, (przeł. Dorota Horodyska)
- International Booker Prize – Geetanjali Shree wraz z tłumaczką Daisy Rockwell za powieść Tomb of Sand
- Literacka Podróż Hestii – Roksana Jędrzejewska-Wróbel za Stan splątania
- Magnesia Litera Książka Roku – Pavel Klusák za Gott. Československý příběh
- Medal Johna Newbery’ego – Donna Barba Higuera za The Last Cuentista
- Międzynarodowa Nagroda Literacka im. Zbigniewa Herberta – Marianna Kijanowska
- Nagroda Bookera – Shehan Karunatilaka za The Seven Moons of Almeida
- Nagroda Camõesa – Silviano Santiago(inne języki)
- Nagroda Cervantesa – Rafael Cadenas
- Nagroda Comptona Crooka – P. Djèlí Clark za A Master of Djinn
- Nagroda Doblouga – laureaci szwedzcy: Per Odensten(inne języki), Anna-Karin Palm(inne języki); laureaci norwescy: Victoria Kielland(inne języki), Lars Mytting
- Nagroda Goncourtów – Brigitte Giraud za Vivre vite
- Nagroda im. Beaty Pawlak – Konstanty Gebert za Ostateczne rozwiązania. Ludobójcy i ich dzieło
- Nagroda im. Hansa Christiana Andersena – Marie-Aude Murail
- Nagroda Literacka „Nike” – Jerzy Jarniewicz za Mondo cane
- Nagroda Nobla w dziedzinie literatury – Annie Ernaux
- Nagroda Norweskich Księgarzy – Zeshan Shakar za De kaller meg ulven
- Nagroda Poetycka im. Konstantego Ildefonsa Gałczyńskiego – Zbigniew Machej za 2020
- Nagroda Pulitzera w dziedzinie beletrystyki – Joshua Cohen(inne języki) za The Netanyahus
- Nagroda Pulitzera w dziedzinie biografii i autobiografii – Winfred Rembert i Erin I. Kelly za Chasing Me to My Grave: An Artist’s Memoir of the Jim Crow South
- Nagroda Pulitzera w dziedzinie dramatu – James Ijames za Fat Ham
- Nagroda Pulitzera w dziedzinie historii – Nicole Eustace za Covered with Night oraz Ada Ferrer za Cuba: An American History
- Nagroda Pulitzera w dziedzinie literatury faktu – Andrea Elliott za Invisible Child: Poverty, Survival and Hope in an American City
- Nagroda Pulitzera w dziedzinie poezji – Diane Seuss(inne języki) za frank: sonnets
- Nagroda Renaudot – Simon Liberati, Performance
- Nagroda im. Ryszarda Kapuścińskiego – Ander Izagirre za książkę Potosí. Góra, która zjada ludzi w tłumaczeniu Jerzego Wołk-Łaniewskiego
- Nagroda Stregi – Mario Desiati za Spatriati
- National Book Award w dziedzinie literatury pięknej – Tess Gunty za The Rabbit Hutch
- National Book Award w dziedzinie literatury faktu – Imani Perry za South to America: A Journey Below the Mason-Dixon to Understand the Soul of a Nation
- National Book Award w dziedzinie poezji – John Keene za Punks: New and Selected Poems
- National Book Award w dziedzinie literatury młodzieżowej – Sabaa Tahir(inne języki) za All My Rage
- PEN/Diamonstein-Spielvogel Award – Margaret Renkl za Graceland, at Last: Notes on Hope and Heartache from the American South
- PEN/Faulkner Award – Rabih Alameddine za The Wrong End of the Telescope
- PEN/Hemingway Award – Torrey Peters za Trans i pół, bejbi (Detransition, Baby: A Novel)
- Premio Biblioteca Breve – Isaac Rosa za Lugar seguro
- Premio Nacional de Poesía – Aurora Luque za Un número finito de veranos
- Premio Sor Juana Inés de la Cruz – Daniela Tarazona za Isla partida
- Prix Femina – Claudie Hunzinger za Un chien à ma table
- Prix Goncourt des lycéens – Sabyl Ghoussoub za Beyrouth-sur-Seine
- Women’s Prize for Fiction – Ruth Ozeki(inne języki) za The Book of Form and Emptiness